# بوحرازن (تنانت)
بوحرازن هي إحدى مشيخات المملكة المغربية، تتبع جغرافيا لإقليم أزيلال وإداريًا لتنانت. يقدر عدد سكانها بـ 1243 نسمة حسب الإحصاء الرسمي للسكان والسكنى لسنة 2004.